# گو یون
گو یون (کره‌ای: 고윤؛ زادهٔ کیم جونگ مین در ۱۲ سپتامبر ۱۹۸۸) بازیگر اهل کره جنوبی است. او به خاطر ایفای نقش در ذهن‌های جنایتکار (۲۰۱۷) و افسانه سیزیف (۲۰۲۱) شناخته می‌شود.

## فیلم‌شناسی

### مجموعه تلویزیونی
| سال       | عنوان              | نقش           | توضیحات               | منابع         |
| --------- | ------------------ | ------------- | --------------------- | ------------- |
| ۲۰۱۳      | آیریس ۲: نسل جدید  | یو جین        |                       | [ ۲ ]         |
| ۲۰۱۴      | پادشاه هتل         | پارک دو جین   |                       | [ ۳ ]         |
| ۲۰۱۴      | آقای بک            | کانگ کی چان   |                       | [ ۴ ]         |
| ۲۰۱۵      | عشق در پشت بام     | جونگ یون هو   |                       | [ ۵ ]         |
| ۲۰۱۶      | فلوت نواز رنگارنگ  | جونگ هیون دو  |                       | [ ۶ ]         |
| ۲۰۱۶      | مانستر             | چا وو         |                       | [ ۷ ]         |
| ۲۰۱۷      | ذهن‌های جنایتکار    | لی هان        |                       | [ ۸ ] [ ۹ ]   |
| ۲۰۱۸      | پسر ثروتمند        | پارک هیون بین |                       | [ ۱۰ ]        |
| ۲۰۱۹–۲۰۲۰ | ملکه: عشق و جنگ    | گه پیونگ      |                       | [ ۱۱ ]        |
| ۲۰۲۱      | افسانه سیزیف       | جونگ هیون کی  |                       | [ ۱۲ ] [ ۱۳ ] |
| ۲۰۲۲      | آداماس             | پارک یو وون   |                       | [ ۱۴ ]        |
| ۲۰۲۳      | گمشده: آن سوی دیگر | جونگ جی هون   | فصل ۲ مهمان (قسمت ۱۴) |               |